# Ciego de Ávila (stad)
Ciego de Ávila is een gemeente en provinciehoofdstad in de gelijknamige provincie in Cuba. De gemeente heeft 152.000 inwoners (2015).

## Geschiedenis
In het begin van de 16e eeuw, toen de Spanjaarden Cuba ontdekten woonden er enkele oorspronkelijke bewoners van verschillende culturen in de regio van Ciego de Ávila. De eerste nederzettingen van de Spanjaarden werden gesticht aan de noordkust van de provincie in de omgeving van de huidige plaatsen Los Buchillones en Canagüa.
In het kolonisatieproces van de Spanjaarden werden steeds meer nederzettingen gesticht, die vooral bestonden uit één of enkele boerderijen. Rondom Morón werd voor het eerst gesticht in 1543 en rondom Ciego de Ávila voor het eerst in 1577. Later werden de steden met deze namen gesticht. Vee en landbouw waren de belangrijkste bronnen van inkomsten tot halverwege de 19e eeuw, toen de suikerindustrie zich begon te ontwikkelen. Door de ontwikkeling van de suikerindustrie gingen meer mensen zich in Ciego de Ávila vestigen, waardoor de stad vanaf dat moment begon te groeien en naam kreeg. In 1840 had de stad 263 inwoners.
In 1877 werd de gemeentelijke overheid van Ciego de Ávila gecreëerd en maakte zich los van de stad Morón die lange tijd groter was dan Ciego de Ávila. Ciego de Ávila verkreeg pas grotere bekendheid toen het een belangrijke locatie werd waar een belangrijke militaire linie werd opgesteld tussen 1869 en 1872. Deze Trocha van Júcaro naar Morón van een 68 kilometer lange linie die liep van Júcaro naar Morón en werd gebouwd vanwege de Tienjarige Oorlog. Men dacht dat deze militaire linie genoeg zou zijn om de Cubaanse rebellen tegen te houden, maar onder het gezag van generaal Máximo Gómez werd de linie toch doorbroken. Vele gebouwen in het centrum van Ciego de Ávila stammen uit deze tijd. Deze gebouwen zijn gebouwd in de Spaanse koloniale stijl en werden gebouwd in opdracht van Angela Hernández, een rijke vrouw uit hogere kringen, die een rijke cultuur in de stad wilde aanleggen.
De revolutie van 1895 begon in deze regio op 21 april in Jagüeycito. Op 29 november stak Antonio Maceo de Trocha van Júcaro naar Morón over die opnieuw in gebruik was genomen. Samen met mensen uit de oostelijke provincie. Op 30 november, werden de provincies Camagüey en Las Villas herenigd met de Ciego de Ávila. Samen vormden zij het bevrijdingsleger dat werd opgericht in Lázaro López, waar Generaal Máximo Gómez de troepen betoogde om te vechten zonder een dag te verliezen. In 1897 werd de Campagne van de Reformatie grotendeels strategisch ontwikkeld in Ciego de Ávila.
In de neokoloniale fase werd de penetratie van buitenlands kapitaal, met name de Amerikaanse, geïntensiveerd, waardoor de grootste bezittingen werden veroverd door Amerikanen. De spoorwegen zetten de regio om in een ware suikerfabriek. Er ontstond een sterke arbeidersbeweging onder leiding van Enrique Varona González. Ook de aanleg van de Carretera Central vormde een belangrijke ontwikkeling voor de groei van de stad.
De strijd tegen de dictatuur van Fulgencio Batista vond een vruchtbare grond in Ciego de Avila. De revolutionaire beweging in de staf was actief in de strijd, zoals in de suikerstaking van 1955 en 9 april 1958. De binnenvallende troepen onder bevel van Che Guevara en Camilo Cienfuegos kwamen door Ciego de Ávila en vochten Florencia.
De overwinning ten gevolge van de Cubaanse revolutie bracht economische, politieke en sociale veranderingen met zich mee. In 1963 en 1964 werd de aanwezigheid van Che Guevara is belangrijk in het gebied in het bewerkingsproces in de suikerindustrie. Avilanians actief betrokken bij de verdediging van het land: de Varkensbaai, de strijd tegen bandieten en internationalisten missies markeren hun geschiedenis.
Na de overwinning op Batista zijn er economische, politieke en sociale veranderingen. In 1963 en 1964 was de aanwezigheid van Ernesto Guevara groot in dit gebied voor de mechanisatie van de suikerindustrie.

## Stad
De stad Ciego de Ávila is een moderne stad, hoewel in het historische centrum vele kenmerken van de koloniale architectuur te vinden is die typerend is voor dit soort steden in Cuba.
De Kathedraal van San Eugenio de la Palma, is de grootste kerk in de stad en is zeer modern en van eclectische architectuur. Bij de ingang bevindt zich een standbeeld van San Eugenio de la Palma, de patroonheilige van de stad. De kerk werd voltooid in 1952. een ander architectonisch pareltje van het historische centrum van de stad is het theater, wat beschouwd als een van de beste theaters van Cuba.
In het centrum van de stad ligt het José Martí Park, dat in 1995 is gerenoveerd. De oorsprong van dit park gaat terug tot 1800, waar toen op dezelfde plaats het Alfonso III plein werd gevestigd. Op zondag werd hier muziek gespeeld in een prieel op het plein. Rond dit park bevinden zich verschillende gebouwen uit de eerste helft van de twintigste eeuw en langs de hoofdstraat van de stad (Calle de Independencia) bevinden zich ook andere oude gebouwen. Midden in de stad staat een modern gebouw van 12 verdiepingen hoog, dat breekt met alle oude koloniale architectuur. Dit wordt beschouwd als een planningsfout. Op dit gebouw bevindt zich restaurant el Solaris, waar men uitzicht heeft op de gehele stad.
In de afgelopen jaren heet de binnenstad een aantal renovaties ondergaan, waardoor de inwoners meer van de stad kunnen genieten. De volgende gebieden zijn grondig aangepakt:
- Boulevard (Calle de Independencia)
- Parque de la Ciudad (Stadspark)
- Máximo Gómez Park
- Herinrichting van het algemeen academisch ziekenhuis "Doctor Luaces Iraola"
- Herinrichting en vergroting van de dierentuin.

### Consejos Populares
De gemeente Ciego de Avila bestaat uit 9 Consejos Populares (wijken). Deze Consejos Populares bestaan uit meerdere buurten. De Consejos Populares van de gemeente Ciego de Ávila zijn:
- Onelio Hernández Taño
- Roberto Rívas Fraga
- Indalecio Montejo
- Centro del pueblo
- Ángel Alfredo Pérez Rivero
- Alfredo Gutiérrez Lugones
- Pedro Martínez Brito
- Ceballos
- Jicotea

## Demografie
In 2012 had de gemeente in totaal 146832 inwoners, waarvan 127367 in het stedelijke gebied woonden en 19465 buiten het stedelijk gebied. In 2015 had de gemeente 152383 inwoners, waarvan 128378 in het stedelijke gebied en 23510 daarbuiten.

### Klimaat
Ciego de Ávila heeft een tropisch savanneklimaat (Klimaatclassificatie van Köppen)
| Maand                       | jan  | feb  | mrt  | apr  | mei  | jun  | jul  | aug  | sep  | okt  | nov  | dec  | Jaar  |
| --------------------------- | ---- | ---- | ---- | ---- | ---- | ---- | ---- | ---- | ---- | ---- | ---- | ---- | ----- |
| Gemiddeld maximum (°C)      | 28,2 | 28,6 | 30,4 | 31,9 | 32,2 | 32,2 | 33,5 | 33,6 | 32,7 | 31,3 | 29,6 | 28,4 | 31,1  |
| Gemiddelde temperatuur (°C) | 22,4 | 22,5 | 24,1 | 25,6 | 26,5 | 27,2 | 28,0 | 28,2 | 27,4 | 26,3 | 24,5 | 22,7 | 25,5  |
| Gemiddeld minimum (°C)      | 16,6 | 16,4 | 17,9 | 19,3 | 20,9 | 22,4 | 22,6 | 22,8 | 22,2 | 21,3 | 19,5 | 17,5 | 20,0  |
|                             |      |      |      |      |      |      |      |      |      |      |      |      |       |
| Neerslag (mm)               | 25   | 28   | 31   | 62   | 169  | 190  | 169  | 180  | 204  | 194  | 47   | 17   | 1.316 |
| Bron: CLIMATE-DATA.ORG      |      |      |      |      |      |      |      |      |      |      |      |      |       |